# Арнаут Ілля Ілліч
Ілля Ілліч Арнаут (20 липня 1937, село Кірсова, тепер Гагаузія, Молдова — ?) — молдавський радянський діяч, 1-й секретар Чадир-Лунзького райкому КП Молдавії. Кандидат у члени ЦК КП Молдавії в 1976—1981 роках. Член ЦК КП Молдавії в 1981—1990 роках. Депутат Верховної Ради Молдавської РСР 10—11-го скликань. Герой Соціалістичної Праці (7.03.1980).

## Біографія
Народився в селянській родині. З 1956 до 1959 року служив у Радянській армії.
З 1960 року працював помічником бригадира колгоспу «Маяк» села Кірсова Комратського району Молдавської РСР.
Член КПРС з 1960 року.
У 1960—1965 роках — студент Кишинівського державного сільськогосподарського інституту імені Фрунзе.
У 1965—1968 роках — агроном із багаторічних насаджень, секретар партійного комітету колгоспу «Маяк» села Кірсова Комратського району Молдавської РСР.
У 1968—1970 роках — голова колгоспу «Зоря» Комратського району Молдавської РСР.
У 1970—1973 роках — інструктор, завідувач сектору, заступник завідувача сільськогосподарського відділу ЦК КП Молдавії.
У 1973—1975 роках — слухач Вищої партійної школи при ЦК КПРС в Москві.
У 1975 році — інспектор відділу організаційно-партійної роботи ЦК КП Молдавії.
У 1975 — після 1986 роках — 1-й секретар Чадир-Лунзького районного комітету КП Молдавії.
Подальша доля невідома.

## Нагороди
- Герой Соціалістичної Праці (7.03.1980)
- орден Леніна (7.03.1980)
- орден «Знак Пошани»
- медалі